# Kazankhanatet
Kazankhanatet var den tatarstat som på 1300-talet uppstod ur Gyllene horden, och som mellan 1438 och 1552 omfattade samma område som det Volgabulgariska riket.
Kazankhanatet uppstod någon gång under 1300-talet eller 1400-talet. Khanatet var muslimskt och huvudstad var Kazan i nuvarande Tatarstan i Ryssland. Khanatet förde krig bland annat mot den nyligen frigjorda ryska Moskvastaten under loppet av 1400-talet. Moskvariket blev Kazankhanatets undergång, och under 1500-talet erövrades det av Ivan den förskräcklige. Regeringsperioden räknas från det att Ulug Mehmed utropade sig till khan 1438 till Kazans fall 1552.

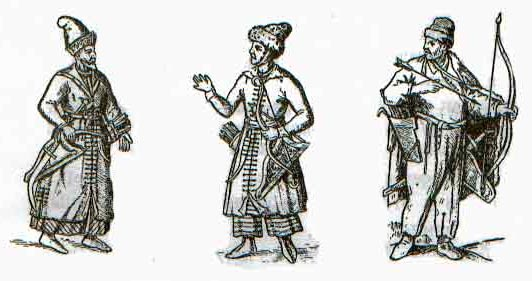
Kazantatariska soldater